# Försvarschef
Försvarschef (engelska: chief of defence, förkortat CHOD), inte att förväxla med försvarsminister, är normalt den högsta befattningen för en yrkesofficer i ett lands försvarsmakt. 
Benämningen försvarschef används inom Nato som en generisk term oberoende vad positionen egentligen kallas eller vilka befogenheter innehavaren har i sitt eget land. Benämningen används även inom Europeiska unionen.
Sveriges försvarschef är överbefälhavaren (ÖB), Finlands försvarschef är kommendören för försvarsmakten.

## Försvarschefsbefattningar (urval)
| Land           | Position | Flagga |
| -------------- | --- | ------ |
| Australien     | Chief of the Defence Force |        |
| Belgien        | Chef Defensie Chef de la Défense |        |
| Danmark        | Forsvarschefen |        |
| Estland        | Kaitseväe juhataja |        |
| Finland        | Kommendören för Försvarsmakten Puolustusvoimain komentaja |        |
| Frankrike      | Chef d'état-major des armées |        |
| Irland         | Defence Forces Chief of Staff |        |
| Israel         | Ramatkal |        |
| Italien        | Capo di Stato Maggiore della Difesa |        |
| Kanada         | Chief of the Defence Staff Chef d'état-major de la défense |        |
| Lettland       | Bruņoto spēku komandieris |        |
| Litauen        | Kariuomenės vadas |        |
| Luxemburg      | Chef d’Etat-Major |        |
| Nederländerna  | Commandant der Strijdkrachten |        |
| Norge          | Forsvarssjefen |        |
| Polen          | Szef Sztabu Generalnego |        |
| Portugal       | Chefe do Estado-Maior General das Forças Armadas |        |
| Spanien        | Jefe del Estado Mayor de la Defensa |        |
| Storbritannien | Chief of the Defence Staff |        |
| Sverige        | Överbefälhavaren |        |
| Tjeckien       | Náčelník Generálního štábu |        |
| Turkiet        | Genelkurmay Başkanıdır |        |
| Tyskland       | Generalinspekteur der Bundeswehr |        |
| USA            | Chairman of the Joint Chiefs of Staff |        |
| Vatikanstaten  | Kommandant der Päpstlichen Schweizergarde Commandant de la Garde Suisse Pontificale Comandante della Guardia Svizzera Pontificia Praefecti Pontificalis Custodiae Helveticae |        |
| Österrike      | Chef des Generalstabes |        |